# Pierbach
Pierbach là một đô thị ở huyện Freistadt bang Oberösterreich, nước Áo. Đô thị này có diện tích 22,7 km², dân số thời điểm ngày 31 tháng 12 năm 2005 là 989 người..